# Proença-a-Nova

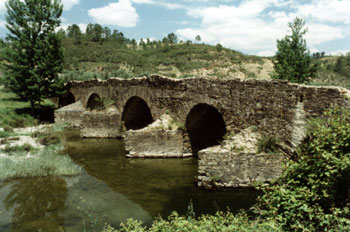
Ponte Romana de São Pedro do Esteval

Proença-a-Nova é uma vila portuguesa pertencente ao Distrito de Castelo Branco, região Centro, sub-região do Pinhal Interior Sul e Diocese de Portalegre e Castelo Branco, com cerca de 8 000 habitantes.
É sede do Município de Proença-a-Nova com 395,40km² de área e 7 167 habitantes (2021), subdividido em 4 freguesias. O município é limitado a Norte pelo município de Oleiros, a Nordeste pelo de Castelo Branco, a Este pelo de Vila Velha de Ródão, a Sudoeste pelo de Mação e a Noroeste pelo da Sertã.

## Freguesias

Freguesias do concelho de Proença-a-Nova.

O Município de Proença-a-Nova está dividido em 4 freguesias:
- Montes da Senhora
- Proença-a-Nova e Peral
- São Pedro do Esteval
- Sobreira Formosa e Alvito da Beira

## História

### Toponímia
De grande antiguidade, chamaram-lhe Cortiçada, nos seus primeiros anos, nome que só no século XVI foi definitivamente abandonado em favor do actual. A justificação daquele não se afigura difícil, devendo relacionar-se com a abundante produção de cortiça ou elevado número de colmeias (também chamados cortiços) que, em tempos, foram de grande importância na região.
O topónimo Proença, por seu lado, suscita maiores dúvidas. O sábio filólogo Leite de Vasconcelos opina que se relaciona com a «religião em geral», de proveniência francesa e outros autores aproveitaram a ideia para o filiar em Provença sem, no entanto, deixarem de observar que nada mais permite essa aproximação; é que nem há notícia de que os habitantes do velho país das Gálias tenham vindo fixar-se na Lusitânia, nem é de comparar regiões de características tão distintas.

### Forais
“«...nove légoas da villa do Crato para norte, e sete da villa de Castello Branco para o poente, está situada a villa de Proença, a quem deo foral El-Rey D. Afonso, o Terceiro. He povoação de 150 vizinhos». ”

—  Padre C. da Costa, em Corografia Portuguesa.
Do longo período que medeia a presumível fundação da vila e a data do seu primeiro foral não há quaisquer notícias. Mas é facil imaginar o que terá sido a vida dos seus poucos habitantes: a pastorícia era a ocupação preponderante, tanto nos períodos de paz como naqueles em que as surtidas de povos rivais os obrigava a permanecer nos montes, fora do caminho dos contendores; a agricultura fazia-se nas terras baixas, férteis e de fácil irrigação; a caça, então muitíssimo abundante e variada, proporcionaria outro dos mais importantes meios de sustento. Frugais e reservados terão vivido isolados, em número restrito, não admirando que a povoação pouco tenha evoluido até ser doada aos Monges da ordem do Hospital. Estes, colaborando com os primeiros reis no esforço de repovoamento e estabilização das populações nos locais mais ricos e de maior importância estratégica, adoptaram diversas medidas, desde a criação de defesa de novas terras até à concessão de forais portadores de regalias de vária ordem, àquelas que os justificassem. E foi assim que, em 1244, o prior de Hospital, frei Rodrigo Egídio, deu a Proença-a-Nova o primeiro foral.
A aceitação deste foral, concedido a Proença-a-Nova, não é pacífica. Proposta por Franklim e desenvolvida pelo Padre Manuel Alves Catarino na sua valiosa monografia «Concelho de Proença-a-Nova», tem opositores em Pinho Leal e A. Costa que, por seu lado defendem a doação de foral feita por D. Afonso III em 1242. Américo Costa, no seu «Dicionário», depois de referir tal concessão pelo «Bolonhês», afirma: pretendem alguns que este foral se não refere a Proença-a-Nova, mas à «Quinta das Cortiçadas», lugar da freguesia de Fornelos, concelho de Santa Marta de Penaguião».
D. Manuel I reformou todos os forais, cabendo o Foral Novo a Proença-a-Nova em 1512.
Pormenor curioso do documento Manuelino é a designação de Proença-a-Nova, surgida logo em título: Foral dado a Vila Melhorada, que se chamava Cortiçada». Essa designação conservou-se durante algum tempo mas não vingou pois, em fins desse século já ninguém falava em Vila Melhorada mas, como hoje, em Proença-a-Nova.

### Alterações Administrativas
Proença-a-Nova foi uma vigararia do Priorado do Crato, juntamente com as vigararias de Crato, Amieira do Tejo, Sertã e Belver.
Em 1789, o Priorado do Crato foi integrado na Casa do Infantado, criada por D. João IV, perdeu autonomia e os seus bens passaram definitivamente para os novos senhores em 1833, quando da extinção do Priorado. Mas foi por pouco tempo, pois logo em 1834 o Infantado foi extinto.
O concelho Proença-a-Nova passou, então, para o Distrito de Santarém e, em Novembro do ano seguinte para o de Castelo Branco, onde se manteve.
Até 1554, o concelho era constituido por uma só freguesia. Nesta data foi desmembrado e nasceu a de São Pedro do Esteval. Algum tempo mais tarde foi a vez de Peral ser elevada a idêntica categoria, também à custa de Proença.
Em meados do século XIX a área do concelho conheceu sucessivas alterações, motivadas pelos diveros ensaios de reorgaização administrativa que o governo promoveu. Assim, em 1837 foram-lhe anexadas as freguesias de Cardigos e Sobreira Formosa, cujos concelhos acabavam de ser extintos. No mesmo anos ou no ano seguinte, foram-lhe retiradas. Em 1838 foi a vez de Cimadas e Montinho das Cimadas deixarem de pertencer a Proença-a-Nova e passarem ao concelho de Vila de Rei; mas, também desta vez a ideia nao foi avante: o povo das duas povoações reclamou contra tal mudança alegando a distância a que ficava da nova sede e as dificuldades em atravessar as ribeiras que ficavam no caminho, sendo atendidos. Em 1855 o concelho de Sobreira Formosa foi extinto, outra vez, e de novo integrado no de Proença-a-Nova.
No ano de 1867 um curioso questionário superiormente apresentado aos dirigentes da Câmara e as respectivas respostas, permitem-nos uma visão bastante precisa da situação do concelho: «1º. deve o concelho ficar como está ou devem anexar-se-lhe algumas freguesias? Responderam que tinham fogos suficientes, misericórdia, botica, médico, que tinha bons edifícios públicos e particulares, boas fontes e largos, era muito central e cabeça de círculo cem para deputados. 2º. Quais os concelhos que se lhe devem anexar? Resposta: Vila de Rei e Oleiros, o 1º com 2310 fogos e o 2º com 2100. 3º. Qual deve ficar para sede de concelho e se é de fácil acesso? Responderam que devia ficar em Proença-a-Nova e que os principais ribeiros tinham pontes, e ficaria com 6450 fogos; 4º. Fica em Vila ou aldeia? Tem ente que saiba ler e escrever para os lugares públicos? Tem casa própria? Tem identidade de costumes? Responderam que tinha casa própria em Proença, que havia muita gente idónea para os cargos públicos, e que viviam na melhor das harmonias, etc. 5º. Devem anexar-se concelhos inteiros ou só freguesias? Resposta: para ficar com 6000 fogos concelhos inteiros, para ficar com 3 mil e tantos bastam as freguesias de Carvoeiro, Amêndoa, Cardigos e Ermida»..
Em fins de 1867 uma administração revolucionária, proposta por Fontes Pereira de Melo, extinguiu grande número de concelhos anexando-os a outros. Proença-a-Nova recebeu Belver, Mação, Envendos, Carvoeiro, Amêndoa, Vila de Rei, Fundada, São João do Peso, Cardigos, Isna. Mas essa reforma foi de tal modo recebida que o governo teve de demitir-se e, um mês depois, um Decreto dos novos governantes restabelecia a anterior divisão.
Finalmente, em 1896 foi-lhe tirada a freguesia de São Pedro do Esteval e anexada a de São João do Peso. Em 1898, mais uma vez a divisão foi alterada, saindo São João do Peso e regressando São Pedro do Esteval, mantendo-se invariável desde então (embora alguns, mais bairristas, tenham feito esforços desesperados para conseguir a anexação de Cardigos, muito justa, ao que dizem).

### Invasões Francesas
O século XIX trouxe também a Proença-a-Nova os horrores da guerra com as Invasões Francesas.
Os súbditos de Napoleão chegaram em 1807, comandados pelo famigerado Loison e, na sua marcha em direcção a Abrantes atravessaram Proença, destruindo tudo o que os pobres moradores tinham nos seus lares. Eles, avisados, estavam escondidos nos montes vizinhos, inacessíveis e desconhecidos. Mesmo assim as barbaridades cometidas pelos franceses foram tais, que, dezenas de anos depois, ainda o povo se lembrava horrorizado.

### Lutas Liberais
As lutas liberais vieram de seguida. Em Proença todos aceitavam o absolutismo, porque bem doutrinados desde o Senhorio da Ordem de Malta, ao Priorado do Crato, à Casa do Infantado. No entanto, ouvindo falar com exaltação da Liberdade, palavra que admirava sem compreender, o povo começou a agitar-se e decidiu-se pelo Liberalismo… Assim, quando em Maio de 1828 o general Visconde de São João da Pesqueira acampou na vila com o Regimento de Cavalaria 11 que levava em direcção a Coimbra para combater um grupo insurrecto, as tropas revoltaram-se, juntando-se aos revultosos. Ora, consta que a influência do povo de Proença foi decisiva para a resolução dos soldados de Cavalaria 11!

### Vias de Comunicação
As comunicações eram praticamente inexistentes, podendo afirmar-se que até 1879, Proença-a-Nova esteve isolada do resto do país. Nesse ano construíu-se a Estrada n.º 12-1.ª, de macadame, que vinha da Sertã ao encontro da Estrada n.º 10 (de Abrantes a Castelo Branco) juntando-se perto do lugar de Vale D'urso. Em seguida abriram-se diversos caminhos entre as povoações do concelho e construiram-se novos pontões sobre as ribeiras da maior caudal.
Os Correios, em fase de grande expansão, também se regularizaram. A primeira medida nesse sentido surgiu em 1833 com a nomeação de um estafeta para a Sertã, encarregado de fazer uma expedição semanal às terças-feiras. Em 1837 o estafeta passou a servir Oleiros e Vila de Rei — além da Sertã e Proença-a-Nova — e tinha por sede São Pedro do Esteval onde passava o correio de Castelo Branco a Lisboa. Nesta data já a distribuição e recolha da correspondência se fazia duas vezes por semana. em 1876 o volume de correspondência acarretava grandes problemas ao sistema de distribuição praticado, tanto mais que se recebia da Sertã o que provinha do Norte e de Abrantes aquele que era originário de Lisboa e Castelo Branco. A Câmara requereu, por isso, a criação de uma delegação em Proença-a-Nova, mas não foi atendida. Em 1881 fez nova insistência pedindo, desta vez, um lugar de carteiro, o serviço permanente de mala-posta e a instalação da rede telegráfica. Esta veio a ser instalada em primeiro lugar, no ano de 1889, e a estação de correio no início do século XX.

## Pessoas ilustres
- Pedro da Fonseca (1528–1599) nascido em Proença-a-Nova, foi um filósofo e teólogo jesuíta, conhecido na sua época como o "Aristóteles Português". Era um mestre em grego e árabe cuja erudição lhe facultava uma linha de ideias próprias em relação a temas desenvolvidos por Tomás de Aquino e Aristóteles. As suas obras principais foram nas áreas da lógica e da metafísica

- Padre Manuel Joaquim Cristóvão (1928–1991), natural de Corgas, missionário da Sociedade das Missões no Chibuto - Moçambique onde foi assassinado em Janeiro de 1991.

- António Ribeiro Cristóvão (n. 1939), ex-deputado, radialista, comentador desportivo, apresentador de TV e antigo Presidente da Assembleia Municipal de Proença-a-Nova, a sua terra natal, de 2001 a 2005.

- Sebastião José Pereira (1857–1925), bispo de Damão e bispo-prelado de Moçambique. Natural de Casal Cimeiro, concelho de Proença-a-Nova.

- Nilton (n. 1972), nasceu em Angola mas foi em Proença-a-Nova, terra de onde é natural parte da sua família, que passou parte da sua infância e a sua adolescência. É um humorista e apresentador de televisão.

- Rodrigo Tavares (n. 1978) é professor universitário, administrador de empresas e colunista na imprensa. Selecionado como Young Global Leader pelo Fórum Económico Mundial. Os seus avós maternos e mãe são naturais de Proença-a-Nova.

- Inês Cardoso (n. 1975), jornalista e escritora. É diretora-geral editorial da Notícias Ilimitadas, a empresa proprietária do Jornal de Notícias, O Jogo, Jornal de Notícias História, sites NTV e Delas, Notícias Magazine, Volta ao Mundo, Evasões e também da TSF. Natural de Proença-a-Nova.

## Geografia

### Território
- Área: 395,4 Km2
- Densidade Populacional (2005): 23,2 Hab/Km2
- Perímetro: 146 Km
- Comprimento máximo - Norte-Sul: 34 Km
- Comprimento máximo - Este-Oeste: 26 Km
- Altitude Máxima: 951 m
- Altitude Mínima: 125 m

## Evolução da População do Município
De acordo com os dados do INE o distrito de Castelo Branco registou em 2021 um decréscimo populacional na ordem dos 9.3% relativamente aos resultados do censo de 2011. No município de Proença-a-Nova esse decréscimo rondou os 13.8%. 
| Número de habitantes por Grupo Etário ** | Número de habitantes por Grupo Etário ** | Número de habitantes por Grupo Etário ** | Número de habitantes por Grupo Etário ** | Número de habitantes por Grupo Etário ** | Número de habitantes por Grupo Etário ** | Número de habitantes por Grupo Etário ** | Número de habitantes por Grupo Etário ** | Número de habitantes por Grupo Etário ** | Número de habitantes por Grupo Etário ** | Número de habitantes por Grupo Etário ** | Número de habitantes por Grupo Etário ** | Número de habitantes por Grupo Etário ** | Número de habitantes por Grupo Etário ** |
| ---------------------------------------- | ---------------------------------------- | ---------------------------------------- | ---------------------------------------- | ---------------------------------------- | ---------------------------------------- | ---------------------------------------- | ---------------------------------------- | ---------------------------------------- | ---------------------------------------- | ---------------------------------------- | ---------------------------------------- | ---------------------------------------- | ---------------------------------------- |
|                                          | 1900                                     | 1911                                     | 1920                                     | 1930                                     | 1940                                     | 1950                                     | 1960                                     | 1970                                     | 1981                                     | 1991                                     | 2001                                     | 2011                                     | 2021                                     |
| 0-14 Anos                                | 4003                                     | 4548                                     | 4405                                     | 5134                                     | 6084                                     | 5703                                     | 4900                                     | 3290                                     | 2394                                     | 1846                                     | 1177                                     | 803                                      | 591                                      |
| 15-24 Anos                               | 1922                                     | 2494                                     | 2263                                     | 2746                                     | 2721                                     | 3439                                     | 2986                                     | 2165                                     | 1741                                     | 1426                                     | 1267                                     | 763                                      | 546                                      |
| 25-64 Anos                               | 4877                                     | 5510                                     | 5729                                     | 6396                                     | 7379                                     | 7790                                     | 7898                                     | 6290                                     | 5435                                     | 5018                                     | 4276                                     | 3986                                     | 3284                                     |
| = ou > 65 Anos                           | 742                                      | 822                                      | 892                                      | 1124                                     | 1234                                     | 1452                                     | 1768                                     | 2080                                     | 2383                                     | 2798                                     | 2890                                     | 2762                                     | 2746                                     |

(Obs: De 1900 a 1950 os dados referem-se à população "de facto" (**), ou seja, que estava presente no município à data em que os censos se realizaram. Daí que se registem algumas diferenças relativamente à designada população residente)

## Política

### Presidentes Eleitos
- 2021–2025: João Manuel Ventura Grilo de Melo Lobo[10] (PS)
- 2017–2021: João Manuel Ventura Grilo de Melo Lobo[11] (PS)
- 2013–2017: João Paulo Marçal Lopes Catarino (PS)
- 2009–2013: João Paulo Marçal Lopes Catarino (PS)
- 2005–2009: João Paulo Marçal Lopes Catarino (PS)
- 2001–2005: Diamantino Ribeiro André (PPD/PSD)
- 1997–2001: Diamantino Ribeiro André (PPD/PSD)
- 1993–1997: Diamantino Ribeiro André (PPD/PSD)
- 1989–1993: Diamantino Ribeiro André (PSD)
- 1985–1989: Diamantino Ribeiro André (PSD)
- 1982–1985: António José da Silva Sousa (CDS)
- 1979–1982: António José da Silva Sousa (AD)
- 1976–1979: João Luís Sequeira Grilo (CDS)

### Eleições autárquicas[13]
| Data | %       | V       | %       | V       | %            | V            | %              | V  | %              | V  | %              | V   | %       | V       | Participação |                |
| Data | CDS-PP  | CDS-PP  | PPD/PSD | PPD/PSD | FEPU/APU/CDU | FEPU/APU/CDU | AD             | AD | PS             | PS | PND            | PND | PSD-CDS | PSD-CDS | Participação |                |
| ---- | ------- | ------- | ------- | ------- | ------------ | ------------ | -------------- | -- | -------------- | -- | -------------- | --- | ------- | ------- | ------------ | -------------- |
| Data | 1976    | 65,30   | 4       | 24,03   | 1            | 4,08         | -              |    |                |    |                |     |         |         |              | 53,87 / 100,00 |
| 1979 | AD      | AD      | AD      | AD      | 2,26         | -            | 80,15          | 5  | 15,18          | -  | 68,46 / 100,00 |     |         |         |              |                |
| 1982 | 62,76   | 4       | 17,00   | 1       | 1,85         | -            |                |    | 12,57          | -  | 65,47 / 100,00 |     |         |         |              |                |
| 1985 |         |         | 79,28   | 6       | 0,98         | -            | 16,12          | 1  | 65,55 / 100,00 |    |                |     |         |         |              |                |
| 1989 | 18,86   | 1       | 40,34   | 2       | 0,78         | -            | 35,84          | 2  | 68,32 / 100,00 |    |                |     |         |         |              |                |
| 1993 | 16,40   | 1       | 40,60   | 2       | 1,60         | -            | 36,69          | 2  | 67,72 / 100,00 |    |                |     |         |         |              |                |
| 1997 | 5,33    | -       | 44,87   | 3       | 1,67         | -            | 43,95          | 2  | 67,03 / 100,00 |    |                |     |         |         |              |                |
| 2001 | 14,85   | 1       | 50,49   | 3       | 1,66         | -            | 28,29          | 1  | 67,92 / 100,00 |    |                |     |         |         |              |                |
| 2005 | 4,08    | -       | 32,68   | 2       | 0,32         | -            | 58,17          | 3  | 1,72           | -  | 73,76 / 100,00 |     |         |         |              |                |
| 2009 | 1,57    | -       | 18,15   | 1       | 0,64         | -            | 76,56          | 4  |                |    | 69,54 / 100,00 |     |         |         |              |                |
| 2013 |         |         | 19,08   | 1       | 1,95         | -            | 72,77          | 4  | 64,50 / 100,00 |    |                |     |         |         |              |                |
| 2017 | 20,31   | 1       | 1,42    | -       | 74,28        | 4            | 67,48 / 100,00 |    |                |    |                |     |         |         |              |                |
| 2021 | PPD/PSD | PPD/PSD | CDS-PP  | CDS-PP  | 2,37         | -            | 64,57          | 4  | 27,26          | 1  | 63,88 / 100,00 |     |         |         |              |                |

### Eleições legislativas
| Data | %     | %     | %     | %    | %     | %     | %       | %     | %    | %     | %    | %   | %       | % | %  | %  |
| Data | PSD   | CDS   | PS    | PCP  | UDP   | AD    | APU/CDU | FRS   | PRD  | PSN   | BE   | PAN | PSD CDS | L | CH | IL |
| ---- | ----- | ----- | ----- | ---- | ----- | ----- | ------- | ----- | ---- | ----- | ---- | --- | ------- | - | -- | -- |
| 1976 | 41,32 | 25,33 | 22,95 | 1,45 | 0,81  |       |         |       |      |       |      |     |         |   |    |    |
| 1979 | AD    | AD    | 16,49 | APU  | 1,03  | 73,63 | 3,29    |       |      |       |      |     |         |   |    |    |
| 1980 | AD    | AD    | FRS   | APU  | 0,33  | 76,38 | 2,09    | 15,38 |      |       |      |     |         |   |    |    |
| 1983 | 49,85 | 20,97 | 21,57 | APU  | 0,32  |       | 1,55    |       |      |       |      |     |         |   |    |    |
| 1985 | 55,03 | 13,20 | 14,70 | APU  | 0,73  | 1,66  | 10,01   |       |      |       |      |     |         |   |    |    |
| 1987 | 76,03 | 5,23  | 12,20 | CDU  | 0,39  | 1,09  | 1,15    |       |      |       |      |     |         |   |    |    |
| 1991 | 72,76 | 4,65  | 17,88 | CDU  |       | 0,52  | 0,55    | 1,11  |      |       |      |     |         |   |    |    |
| 1995 | 53,74 | 7,69  | 34,17 | CDU  | 0,47  | 0,66  |         |       |      |       |      |     |         |   |    |    |
| 1999 | 51,09 | 7,03  | 36,66 | CDU  |       | 1,65  |         |       |      |       |      |     |         |   |    |    |
| 2002 | 58,70 | 8,17  | 27,87 | CDU  | 0,70  | 0,70  |         |       |      |       |      |     |         |   |    |    |
| 2005 | 45,43 | 9,66  | 37,34 | CDU  | 0,91  | 2,36  |         |       |      |       |      |     |         |   |    |    |
| 2009 | 39,99 | 9,70  | 36,99 | CDU  | 1,24  | 5,65  |         |       |      |       |      |     |         |   |    |    |
| 2011 | 50,68 | 11,16 | 27,39 | CDU  | 1,27  | 1,55  | 0,56    |       |      |       |      |     |         |   |    |    |
| 2015 | CDS   | PSD   | 29,88 | CDU  | 1,59  | 5,56  | 0,62    | 54,36 | 0,21 |       |      |     |         |   |    |    |
| 2019 | 36,48 | 5,04  | 39,79 | CDU  | 1,32  | 6,20  | 1,61    |       | 0,57 | 0,95  | 0,66 |     |         |   |    |    |
| 2022 | 37,32 | 2,08  | 43,75 | CDU  | 1,04  | 2,13  | 0,58    | 0,46  | 7,20 | 1,96  |      |     |         |   |    |    |
| 2024 | AD    | AD    | 29,36 | CDU  | 41,18 | 0,96  | 2,38    | 0,60  | 1,36 | 15,23 | 2,49 |     |         |   |    |    |

## Educação
No concelho existe o Agrupamento de Escolas de Proença-a-Nova, do qual fazem parte os seguintes estabelecimentos:
- Escola Básica do 1º ciclo com jardim de infância de Sobreira Formosa
- Escola Básica do 1º ciclo com jardim de infância de Proença-a-Nova
- Escola Básica e Secundária Pedro da Fonseca

## Locais de Interesse Turístico

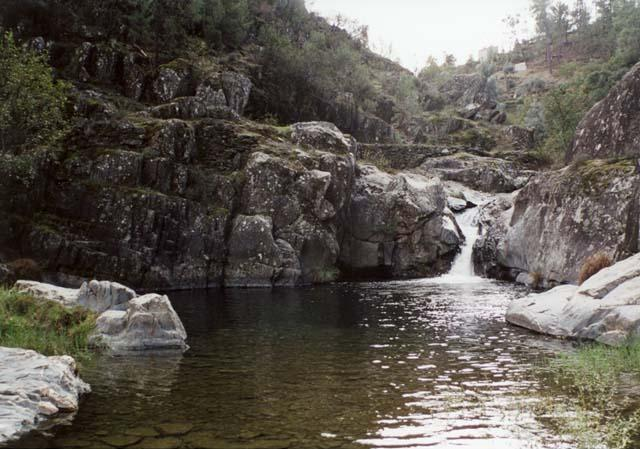
Poço das Andorinhas (Ribeira do Alvito)

### Alvito da Beira
- Moinhos de água em xisto na Ribeira do Alvito
- Praia Fluvial de Alvito da Beira
- Praia Fluvial da Couca, na Cerejeira
- Poço das Andorinhas em Alvito da Beira

### Montes da Senhora
- Moinhos de água
- Zona piscatória
- Buraca da Moura na Serra das Talhadas

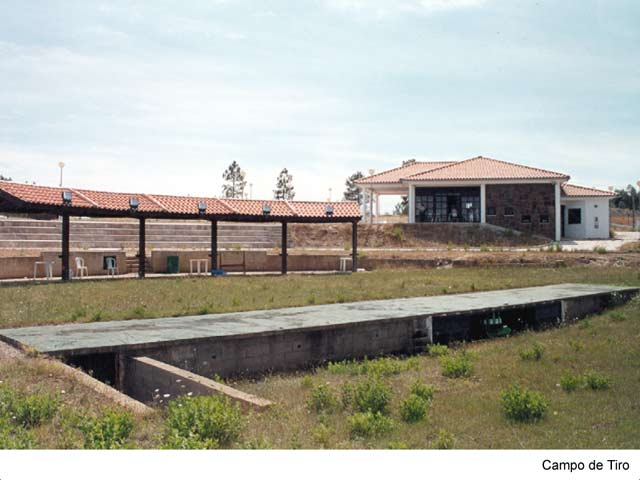
Campo de Tiro da Nave à Metade

- Cerejeiras em flor na Primavera

### Peral

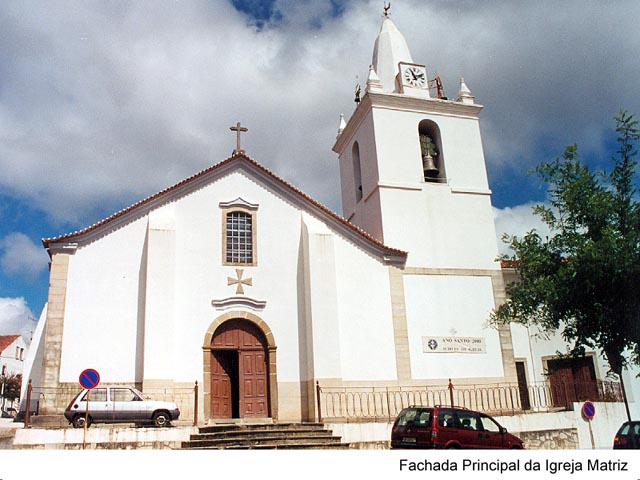
Igreja Matriz de Proença-a-Nova

- Cruzeiro do Cabeço
- Moinhos de água
- Zona piscatória
- Campo de Tiro de Nave à Metade
- Sítio da Conheira

### Proença-a-Nova
- Capela da Misericórdia em Proença-a-Nova
- Centro de Ciência Viva da Floresta, Moitas
- Cruzeiro em Proença-a-Nova
- Igreja Matriz de Proença-a-Nova
- Miradouro geomorfológico das Corgas Mais informação, Geoparque Naturtejo
- Moinhos de água
- Ponte Filipina do Malhadal
- Praia Fluvial de Aldeia Ruiva
- Praia Fluvial do Malhadal
- Zona piscatória

### São Pedro do Esteval
- Ponte romana sobre a ribeira da Pracana em S. Pedro do Esteval
- Moinhos de água
- Zona piscatória - Ribeira da Pracana e da Freixada

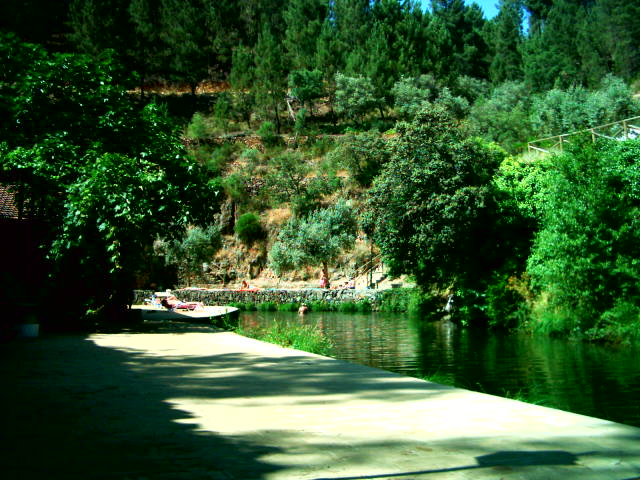
Praia Fluvial da Fróia

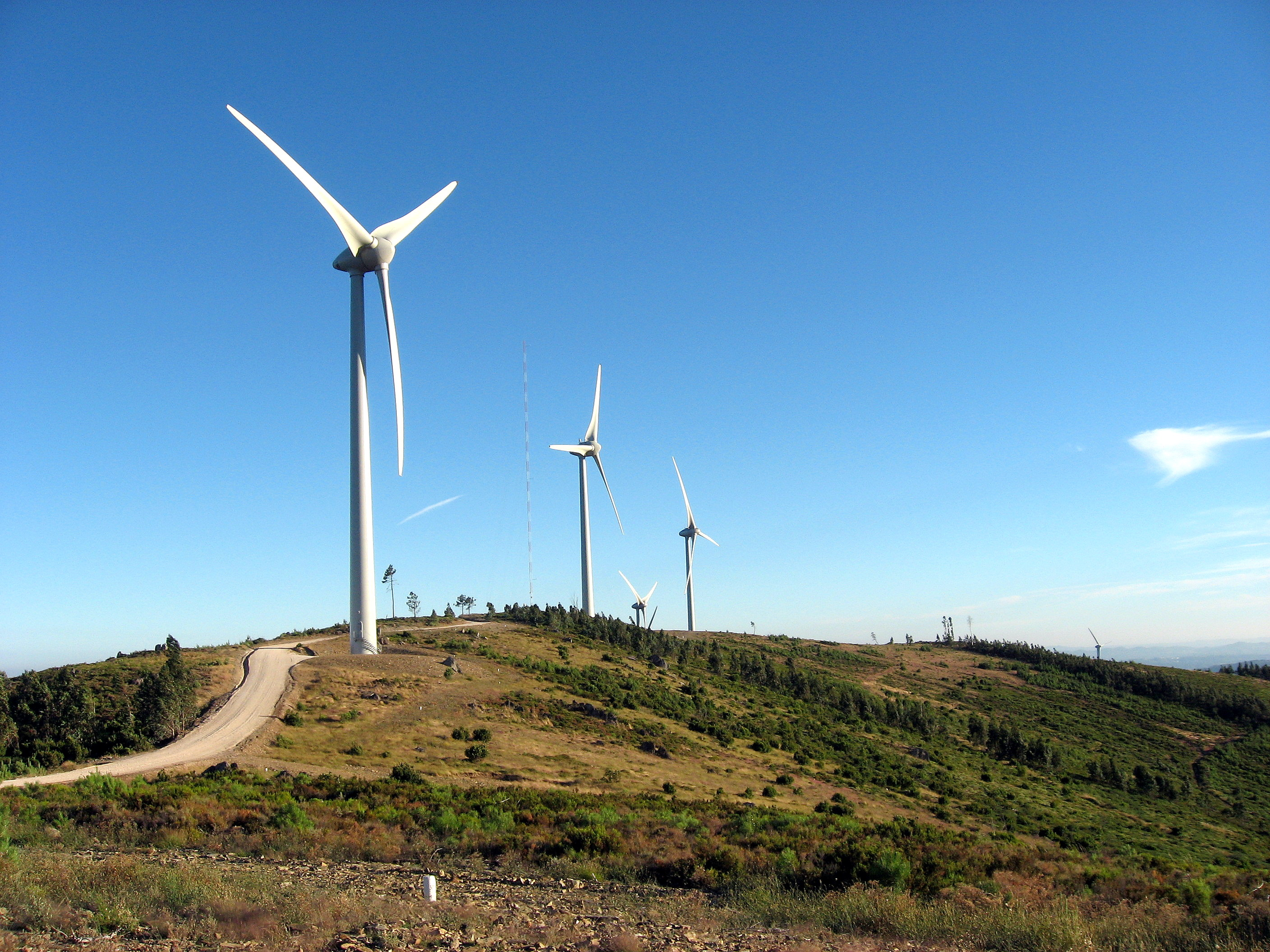
Parque Eólico na freguesia de Sobreira Formosa

### Sobreira Formosa
- Ulmeiro em Sobreira Formosa
- Praia Fluvial da Fróia
- Aldeias típicas em xisto: Figueira (Rede das Aldeias do Xisto), Pedreira, Oliveiras e Cunqueiros
- Centro de Artes e Ofícios em Sobreira Formosa
- Geoparque Naturtejo